# Janaka

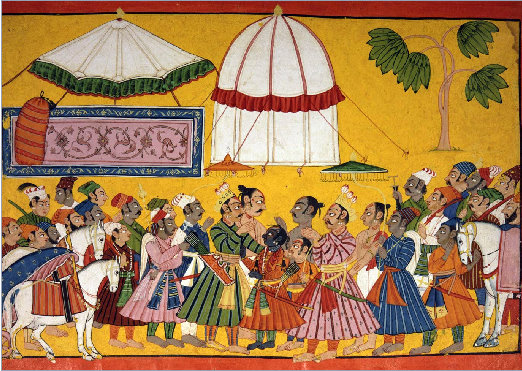
Janaka empfängt Rama

Janaka (Sanskrit जनक janaka m.) ist eine Gestalt des indischen Epos Ramayana, König von Mithila beim heutigen Tirhut. Er ist der Vater von Sita, der Frau von Rama. Nach ihm ist die heutige Stadt Janakpur in Nepal benannt. Die Quellen nennen daneben noch andere Könige namens Janaka, die in Mithila herrschten.

## Mythos
Janaka ist ein Nachkomme von Nimi, dem zweitältesten Sohn von Ikshvaku und gehört der mythischen Sonnendynastie an.  Er wird als weise und gütig beschrieben und war in Philosophie bewandert. Er veranlasste einen Wettstreit unter allen Weisen Indiens, bei dem Yajnavalkya siegte, der seither als Priester und Berater am Königshof diente.
König Janaka war kinderlos und opferte deshalb für Nachkommenschaft. Beim rituellen Pflügen entsprang der Erde ein Mädchen, das er als seine Tochter annahm und Sita »Furche« nannte.
Als Sita ins heiratsfähige Alter kam, veranstaltet Janaka einen Wettkampf. Die Aufgabe war, den Bogen, des Gottes Shiva zu spannen. Rama gelang dies als einzigem und dabei brach sogar der Bogen.  Darauf heirateten Rama und Sita.
Nach einigen Quellen hatte Janaka noch eine zweite Tochter, Urmila, die Ramas Bruder Lakshmana heiratete.